# 香港自由新聞
《香港自由新聞》（英語：Hong Kong Free Press，簡稱：HKFP）是香港首個英文網上媒體。目前總編輯為湯姆·格倫迪（Tom Grundy），辦公室位於黃竹坑。

## 沿革

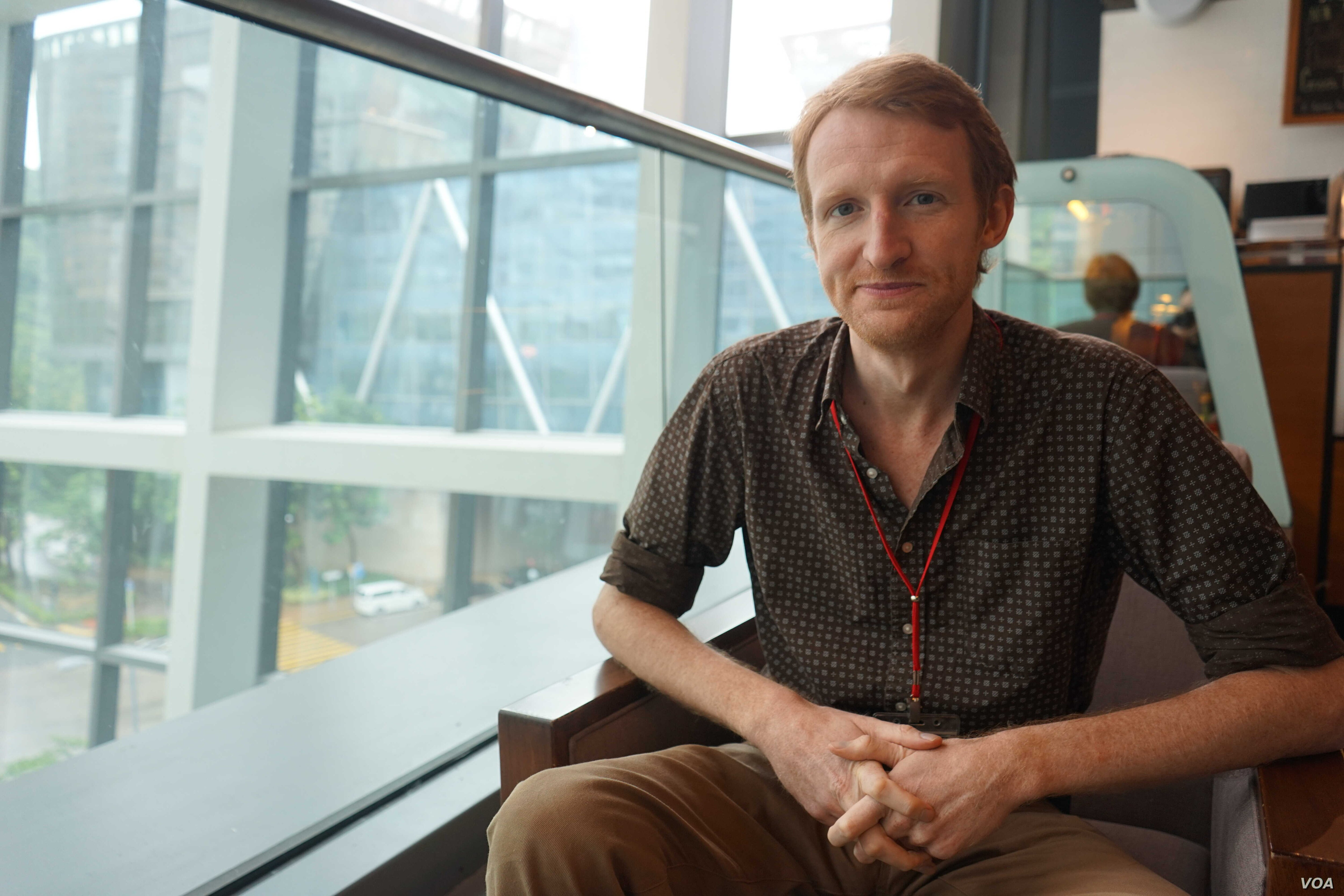
总编辑湯姆·格倫迪（Tom Grundy）

香港自由新聞由居港英國記者湯姆·格倫迪透過集資網站FringeBacker成立，为非牟利英文媒體平台。
在大學就讀新聞系的格倫迪畢業後來港擔任小學教師，公餘時間撰寫諷刺時弊的網誌，獲得多份英語雜誌邀請撰寫評論文章。2014年格倫迪取得香港永久居民身份後決意辭職，攻讀香港大學新聞系碩士，並在佔領運動期間為英國廣播公司（BBC）、哈芬登郵報（Huffington Post）等海外媒體擔任特約記者。他有感海外傳媒對本港政治議題認識不多，本地英文媒體則以《南華早報》獨大，故決定創辦英文網媒提供多角度的本地新聞。格倫迪在2015年5月初發起網上眾籌，目標以15萬港元創辦HKFP，反應異常熱烈，兩日內達成目標；最終超額籌得58.8萬港元，創下網站的最高紀錄。
HKFP主要以報道香港本地新聞為主，並與《香港獨立媒體》及《立場新聞》合作（可互相翻譯及轉載各自文章），亦有邀請不同博客及公民記者合作。
从2015年底起，《香港自由新闻》网站受到中国内地防火长城的屏蔽。
香港中文大学2019年的民调显示，《香港自由新闻》在全港最可信的在线新闻媒体中位列第三，可信度为5.56（满分10分）。
2020年《香港国安法》生效后，《香港自由新闻》担忧受到当局的威胁。格伦迪在《卫报》撰文称，他和同事已经制定了应急计划，万一受到当局的法律威胁或被迫迁出香港，媒体仍能继续运营。2021年8月，撰稿人韋安仕因担忧《香港国安法》造成的“白色恐怖”，离开香港前往英国。但《香港自由新闻》宣布，韋安仕将继续为该报撰稿。

## 相關事件

### 恐嚇信件
香港自由新聞在2017年10月的過去兩個月最少接獲6封匿名信，創辦人Tom Grundy的英國住址、香港自由新聞評論員Tim Hamlett香港住址各收一封，其餘均寄至香港自由新聞的香港辦公室。第一封於今年8月25日寄給香港自由新聞辦公室某編採人員，指香港自由新聞撰寫偏頗、負面的中國和香港新聞，又指該編採人員是中國人、流中國人的血，不應被外國人「洗腦」。事件之後由香港警務處重案組着手調查。

## 外部鏈接
- 官方网站
- 香港自由新聞的X（前Twitter）
- 香港自由新聞的Instagram帳戶